# 고창 상원사 대웅전
상원사대웅전(上院寺大雄殿)은 대한민국 전북특별자치도 고창군 상원사에 있는 대웅전이다. 1986년 9월 9일 전라북도의 문화재자료 제126호로 지정되었다.

## 개요
상원사는 백제 성왕 24년(546)에 고봉과 발용 두 스님이 세웠다. 고려 태조 25년(942)에 은장이라는 사람이 고쳐 세웠고, 최근에는 1947년까지 고쳐 지어 오늘에 이르고 있다.
대웅전은 조선 영조(재위 1724∼1776) 때를 전후한 시기에 지은 것으로 보인다. 규모는 앞면 3칸·옆면 2칸으로, 지붕은 옆면에서 볼 때 사람 인(人)자 모양인 맞배지붕이다. 안쪽에는 《석가모니불, 아미타불, 약사불》 및 후불탱화, 지장탱화, 신중탱화를 모시고 있다.

## 현지 안내문
이 대웅전은 석가모니불을 모신 상원사의 본전이다. 상원사는 백제 성왕 24년(546년)에 고봉(高峯)과 발용(發龍) 두 스님이 처음 지었으며, 고려 태조 25년(942년)에 은장(隱欌)스님이 고쳤다. 그 후 조선시대에서부터 지금까지 여러 차례 수리하였다. 이 대웅전은 조선 영조(1724~1766) 때에 지은 것으로 보인다. 단아하면서도 단정한 느낌을 주는 건물로, 내부에는 삼존불과 몇 점의 불교 관련 그림이 있다. 삼존불은 석가모니를 가운데 모시고 비로자나불과 노사나불을 좌우로 모신 것이다. 상원사 경내에는 칠성각과 보광전 등이 있다.

## 같이 보기
- 상원사
- 고창 상원사 목조삼세불좌상 (전라북도 유형문화재 제210호)

## 참고 자료
- 상원사대웅전 - 국가유산청 국가유산포털